# كرة دان زيزي (لوداب)
كرة دان زيزي (بالفارسية: کره دان زیزی) هي قرية تقع في إيران في قسم لوداب الريفي. يقدر عدد سكانها بـ 20 نسمة بحسب إحصاء 2016.